# Apison, Tennessee
Apison, Tennessee (енгл. Apison) насељено је место без административног статуса у америчкој савезној држави Тенеси.

## Демографија
По попису из 2010. године број становника је 2.469.
| Група             | 2000.    | 2010.         |
| Белци             | 0 (0,0%) | 2.308 (93,5%) |
| Афроамериканци    | 0 (0,0%) | 24 (1,0%)     |
| Азијати           | 0 (0,0%) | 17 (0,7%)     |
| Хиспаноамериканци | 0 (0,0%) | 83 (3,4%)     |
| Укупно            | 0        | 2.469         |